# Antitrygodes malagasy
Antitrygodes malagasy är en fjärilsart som beskrevs av Pierre E.L. Viette 1977. Antitrygodes malagasy ingår i släktet Antitrygodes och familjen mätare. Inga underarter finns listade i Catalogue of Life.